# Nigeglanin
Nigeglanin ist ein Alkaloid aus der Gattung Schwarzkümmel, das eine Indazol-Teilstruktur aufweist.

## Vorkommen
Nigeglanin kommt in Nigella glandulifera (Gattung Schwarzkümmel) vor.

## Herstellung
Eine Totalsynthese von Nigeglanin mit einem Derivat des Isatins als Zwischenstufe ist bekannt. Edukt ist 2-Chlor-5-methylphenol. Dieses wird zunächst mit Methyliodid methyliert und dann durch Reaktion mit Natriumamid über eine Arin-Zwischenstufe in 3-Methyl-5-methoxyanilin umgewandelt. Nach Schützung der Aminogruppe mittels Pivaloylchlorid kann die Verbindung ortho-lithiiert werden. Reaktion mit Diethyloxalat und anschließende saure Hydrolyse führt zur Cyclisierung und ergibt ein methyl- und methoxysubstituiertes Derivat des Isatins. Durch Reaktion mit Trimethylorthoformiat und para-Toluolsulfonsäure kann eine der Ketongruppen als Acetal geschützt werden. Aminierung der Aminogruppe mit Natriumhydrid und O-Diphenylphosphinhydroxylamin und Umsetzung mit Schwefelsäure führt zu Umlagerung unter Bildung eines carboxy-substituierten Indazol-Derivats. Zur einfacheren Handhabung wird die Carbonsäure mit Thionylchlorid und Methanol zum Methylester umgesetzt. Durch weitere Reaktion mit Natriumhydrid und 1,4-Dibrombutan kann eine weitere C4-Einheit am Stickstoffatom eingeführt werden. Kochen in wässrigem Aceton führt zu Cyclisierung und Decarboxylierung. Im letzten Schritt kann die O-Methylgruppe mit Bortribromid entfernt werden. Die Verbindung wird als Hydrobromid erhalten.
Eine weitere Synthese geht von 3-Fluor-5-methylphenol aus, welches zunächst mit Methyliodid methyliert wird. Durch Lithiierung mit sec-Butyllithium und Reaktion mit Dimethylformamid wird in Position 2 (von der OH-Gruppe aus gesehen) eine Aldehydfunktion eingeführt. Durch Kochen mit Pyrrolidin und Kaliumcarbonat in Dimethylsulfoxid wird das Fluoratom durch einen Pyrrolidinring ersetzt. Wird diese Verbindung mit Hydroxylaminhydrochlorid in Ethanol gekocht, wird das Ringsystem dem Nigeglanins erhalten. Durch Reaktion mit Bortribromid in Dichlormethan kann die O-Methylgruppe entfernt werden.